# Polycarpon tetraphyllum subsp. diphyllum
Polycarpon tetraphyllum subsp. diphyllum é uma subespécie de planta com flor pertencente à família Caryophyllaceae. 
A autoridade científica da subespécie é (Cav.) O. Bolòs & Font Quer, tendo sido publicada em Collectanea Botanica a Barcinonensi Botanico Instituto Edita 6: 356. 1962.

## Portugal
Trata-se de uma subespécie presente no território português, nomeadamente em Portugal Continental e no Arquipélago da Madeira.
Em termos de naturalidade é nativa das duas regiões atrás indicadas.

## Protecção
Não se encontra protegida por legislação portuguesa ou da Comunidade Europeia.